# Тарковський Арсеній Олександрович
Арсеній Олександрович Тарковський (рос. Арсений Александрович Тарковский; нар. 12 (25) червня 1907, Єлисаветград, Херсонська губернія, тепер Кропивницький — 27 травня 1989, Москва) —радянський  російськомовний поет українського походження, перекладач зі східних мов,  прибічник класичного стилю в російській поезії. Батько кінорежисера Андрія Тарковського. Посмертно нагороджений Державною премією СРСР (1989).

## Життєпис

### Дитинство та юність (1907—1923)
Народився в українській родині з польським шляхетським корінням у місті Єлисаветград.
Його батько - відомий свого часу поет, український письменник, журналіст, громадський діяч-українофіл Олександр Тарковський.
Арсеній відвідував єлисаветградську гімназію та навчався у музичній школі Густава Нейгауза, батька відомого музиканта Генріха Нейгауза. Ще в дитинстві разом із батьком і братом відвідував поетичні вечори приїжджих знаменитостей: Ігоря Северянина, Костянтина Бальмонта, Федора Сологуба.

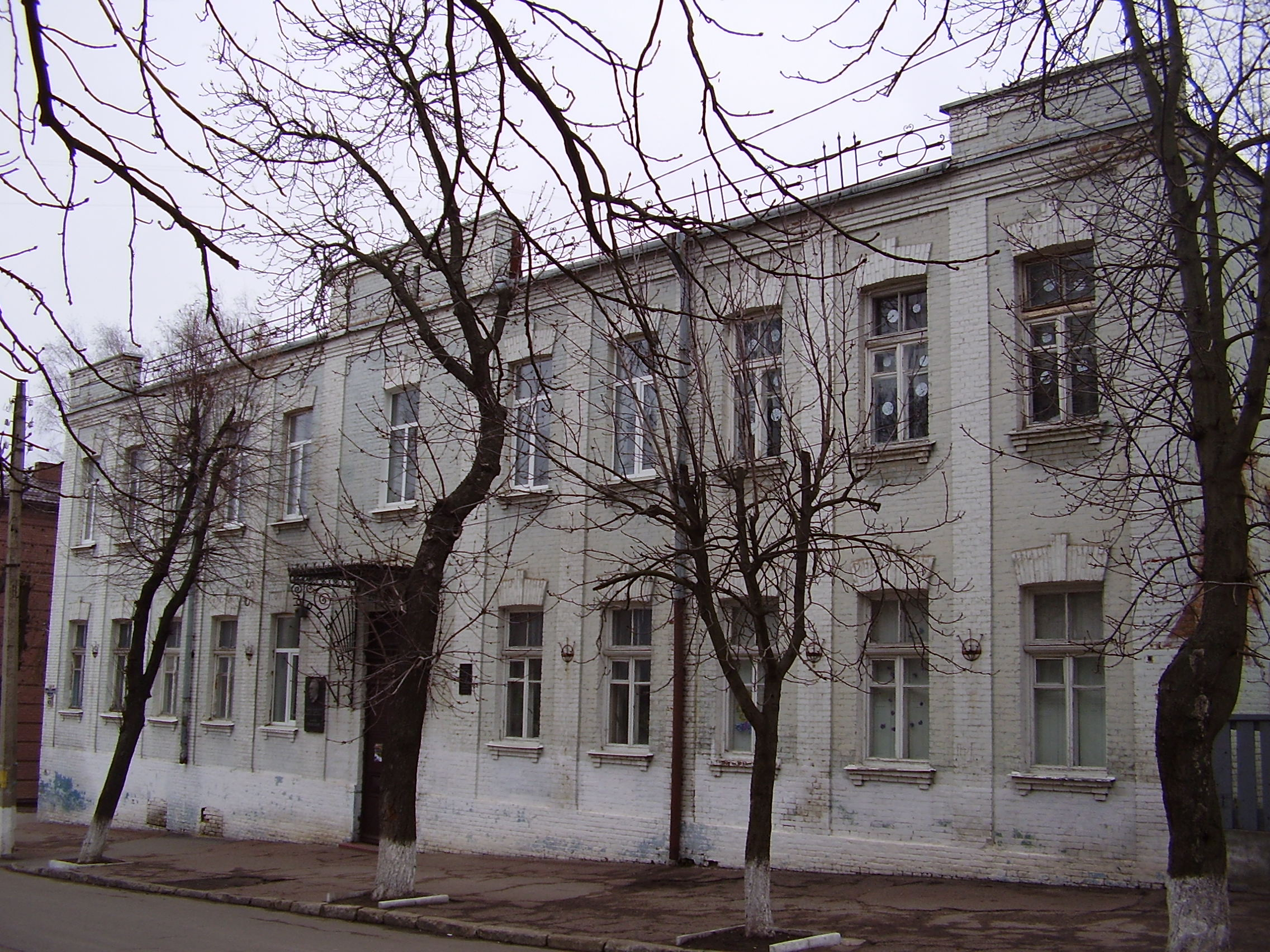
Будівля колишньої єлисаветградської приватної гімназії, де навчався Арсеній Тарковський

1921 — після громадянської війни, поразки визвольних змагань та встановлення в Україні радянської влади Арсеній і його друзі-поети опублікували в місцевій газеті акровірш, перші літери якого досить жорстко характеризували більшовицького вождя Леніна. Молодих людей заарештували й привезли до Миколаєва, тодішного адміністративного центру. Дорогою Арсенію Тарковському вдалося втекти з потяга. Потому він мандрував Україною та Кримом, випробував себе у різних фахах — був учнем шевця, працював у рибальській артілі.

### Переїзд до Москви. Довоєнні роки (1923—1941)
1923 року Арсеній Олександрович переїхав у Москву до сестри свого батька.
1925 року вступив навчатися на Вищі літературні курси, що виникли на місці закритого після смерті Валерія Брюсова його Літературного інституту. Під час вступу Тарковський познайомився з поетом і теоретиком поезії Георгієм Аркадійовичем Шенгелі, який став його вчителем і старшим другом. Разом з Тарковським на курсі навчались Марія Петрових, Юлія Нейман, Даниїл Андреєв. У тому ж 1925 році на підготовчий курс вступила Марія Вишнякова, що в лютому 1928 року стала дружиною Арсенія Тарковського. Два роки, починаючи від 1929 року, Тарковський отримував щомісячну стипендію Фонду допомоги письменникам-початківцям при Державному видавництві, яка допомагала існувати молодій родині. У тому ж році через скандальну подію — самовбивство однієї зі слухачок — закрилися Вищі літературні курси. Слухачі, що не встигли закінчити курси, були допущені до іспитів при МДУ.
За словами самого поета, вірші він почав писати ще змалку. Однак перші публікації Тарковського — чотирирядковий вірш «Свеча» (збірка «Две зари», 1927) і вірш «Хлеб» (у часописі «Прожектор», № 37, 1928) відбулися вже під час навчання на Вищих літературних курсах.
На той час Тарковський уже був співробітником газети «Гудок», автором судових нарисів, віршованих фельєтонів і байок (один з його псевдонімів — Тарас Подкова).
1931 року Тарковський працював на Всесоюзному радіо старшим інструктором-консультантом з художнього радіомовлення, писав п'єси для радіопостановок. За завданням літературно-художнього відділу Всесоюзного радіо він написав п'єсу «Стекло». Щоб познайомитися зі скляним виробництвом, він їздив на скляний завод під Нижнім Новгородом. 3 січня 1932 року п'єса «Стекло» (за участю актора Йосипа Наумовича Абдулова) була передана по Всесоюзному радіо. Ця радіоп'єса Тарковського була піддана різкій критиці за «містику» — адже використавши літературний прийом, Тарковський ввів «голос» «родоначальника російського скла» Михайла Ломоносова.
Приблизно від 1933 року Тарковський почав займатися художнім перекладом. Георгій Шенгелі, тоді співробітник Відділу літератури народів СРСР Держлітвидаву, залучив до перекладацької діяльності таких поетів, як Віру Звягінцеву, Марію Петрових, Марка Тарловського, Аркадія Штейнберга, Арсенія Тарковського тощо.
Робота над перекладами національних поетів була пов'язана з творчими відрядженнями в (Киргизстан, Крим, на Кавказ). Спільно з близьким другом Аркадієм Акимовичем Штейнбергом Тарковський працював над перекладами поем і віршів сербського поета-емігранта Радуле Марковича, що писав під псевдонімом Стійєнський.
1936 року Тарковський познайомився з Антоніною Олександрівною Бохоновою, жінкою критика та літературознавця Володимира Треніна, друга Маяковського і Давида Бурлюка.
Улітку 1937 року Арсеній остаточно залишив свою родину — на той час він був батьком двох дітей, Андрія (1932—1986) та Марини (*1934) — і поєднав своє життя з Бохоновою.
Улітку 1939 року Тарковський з Антоніною Олександрівною Бохоновою та її дочкою Оленою Треніною за завданням Спілки письменників СРСР їздив до Чечено-Інгушської АРСР для роботи над перекладами місцевих поетів. Вони жили в Грозному та в селищі Ведєно.
Восени 1939 року Арсеній Тарковський приїжджав у Ленінград у видавничих справах, там він захворів на дифтерію і опинився в інфекційній лікарні «Боткінські бараки», де в той час перебував на лікуванні композитор Дмитро Шостакович. Вийшовши з лікарні, Тарковський був присутнім на похоронах дружини О. О. Блока Любові Дмитрівни Менделеєвої.
27 лютого 1940 року відбулося засідання Президіуму Спілки радянських письменників, на якому поет і перекладач Марк Тарловський рекомендував Тарковського для включення до Спілки письменників СРСР, звернувши увагу зборів на нього як на майстра перекладу, перерахувавши його роботи — переклади киргизької поезії, грузинських народних пісень, трагедії Корнеля «Цинна», туркменського поета Кеміне. Таким чином Тарковського було прийнято до Спілки письменників СРСР.
1940 року Арсеній Олександрович розлучився зі своєю першою дружиною й оформив шлюб із Бохоновою. Також восени 1940 року він, ймовірно, познайомився з Мариною Цвєтаєвою.

## Праці

### Оригінали
- «Перед снегом» (1962)
- «Земле — земное» (1966)
- «Вестник» (1969)
- «Волшебные горы» (1978)
- «Зимний день» (1980)
- «Избранное» (полное прижизненное собрание стихотворений и переводов) (1982)
- «Стихи разных лет» (1983)
- «От юности до старости» (1987)
- «Быть самим собой» (1987)
- «Благословенный свет» (1993)
- Собрание сочинений в 3-х тт. (1991—93)

### Українські переклади
- Тарковський Арсеній. Вестник=Вісник: вірші / Пер. з рос. В. Богуславської — Київ: Дух і літера, 2008. — 310 с. ISBN 978-966-378-091-7

## Вшанування пам'яті
У Кропивницькому є вулиця, названа ім'ям письменника.

## Виноски
1. ↑  Культура.РФ — 2013.
2. ↑  Catalog of the German National Library
3. ↑  С.Шевченко. Письменники-поляки, уродженці Єлісаветградщини. — Архіви України, № 4 (257), 2005, с. 161—169
4. ↑  Історичний календар Кіровоградщини на2013 рік. Люди.Події. Факти. by Oleh Volokhin - Issuu. issuu.com (англ.). Процитовано 20 січня 2022.
5. ↑  Журнал «Арион»